# Tschammerova knihovna
Tschammerova knihovna (Čamerova knihovna, Bibliotheca Tschammeri, Biblioteka Tschammera) je nejvýznamnější historickou protestantskou knihovnou v Polsku. Nachází se v Polském Těšíně a její fond je uložen na galerii Ježíšova kostela v Těšíně.
Knihovna byla založena v první polovině 18. století jako knihovna evangelického kostela. Svůj název nese po Gottliebovi Rudolfovi von Tschammer, který v roce 1778 založil nadaci na udržování a rozmnožování této knihovny. Obsahuje přes 23 000 svazků, z toho 5 inkunábulí, 322 knihovních rukopisů a asi 5000 starých tisků. Jedná se především o díla teologická, právnická a historická.
V Tschammerově knihovně jsou uložena i vzácná bohemika, jako např. jediný dochovaný zlomek Komenského encyklopedického spisu Amphitheatrum universitatis rerum.
V roce 2007 se knihovna stala součástí projektu Ochrana a konzervace těšínského literárního dědictví; v rámci tohoto projektu byla spojena s archivem evangelického sboru v Těšíně a vystupuje nyní též pod názvem Knihovna a archiv B. R. Tschammera Evangelicko-augsburské farnosti v Těšíně (Biblioteka i Archiwum im. B. R. Tschammera Parafii Ewangelicko-Augsburskiej w Cieszynie).